# Francisco de Assis Toledo
Francisco de Assis Toledo (Congonhal, 08 de setembro de 1928 - Brasília, 28 de abril de 2001) foi um jurista e magistrado brasileiro. Foi membro do Ministério Público Federal e ministro do Superior Tribunal de Justiça.

## Biografia
Filho de Jerson Toledo e Sílvia Mafalda Bocado Toledo, nascido numa pequena cidade do interior de Minas Gerais, obteve o título de bacharel em Direito pela Faculdade de Direito da Universidade de São Paulo em 1956. Dentre as diversas profissões que teve, uma das principais foi o cargo de Procurador da República entre 1968 e 1975, exercido nas cidades de São Paulo e Brasília, até ser nomeado Subprocurador-geral da República para atuar junto aos tribunais superiores.
Em 1987 foi nomeado ministro do Tribunal Federal de Recursos, cargo que exerceu até o ano seguinte, quando entrou em vigor a Constituição Federal de 1988 e foi transferido para o Superior Tribunal de Justiça,onde atuou até se aposentar, no ano de 1996.
Além da atuação como membro do Ministério Público Federal e ministro, Toledo é também conhecido pelas suas contribuições ao Direito Penal brasileiro, sendo autor de importantes trabalhos monográficos sobre a temática e de um manual de parte geral do Código Penal, sendo o presidente da comissão que elaborou a reforma da parte geral em 1984. Na condição de docente foi Professor Assistente da Faculdade de Direito das FMU (São Paulo), Professor da Faculdade de Direito do Distrito Federal - CEUB e Professor visitante de Direito Penal da Universidade de Brasília.
Francisco de Assis Toledo faleceu em Brasília, em 28 de abril de 2001.

## Literatura jurídico-penal
- O erro no direito penal. São Paulo: Saraiva, 1977.
- Ilicitude penal e causas de sua exclusão. Rio de Janeiro: Forense, 1984.
- Princípios básicos de direito penal. 5. ed. São Paulo: Saraiva, 1994.